# 999

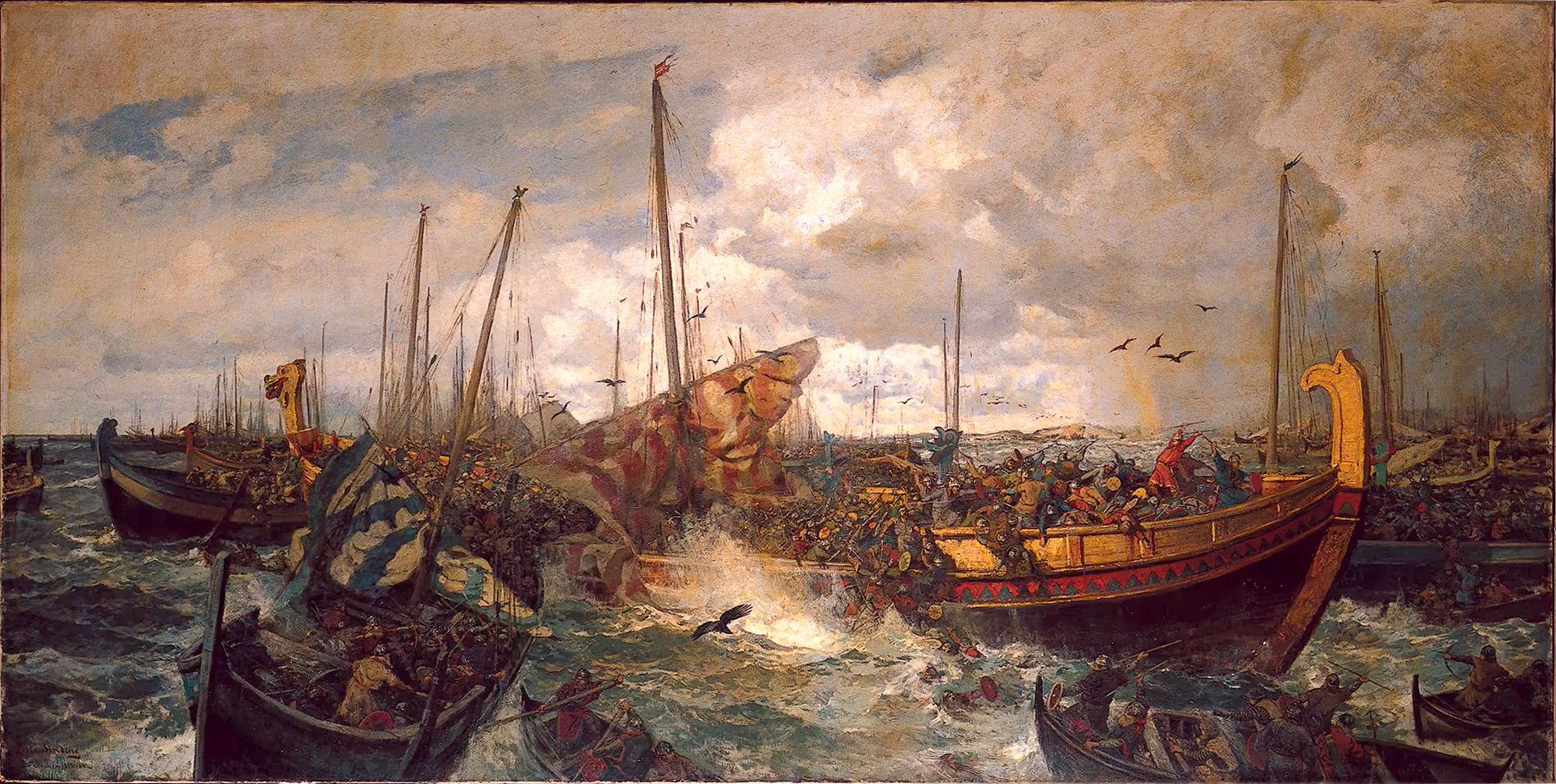
Zeeslag bij Svolder (in de Sont bij Rügen).

Het jaar 999 is het 99e jaar in de 10e eeuw volgens de christelijke jaartelling.

## Gebeurtenissen

### Byzantijnse Rijk
- Herfst - Keizer Basileios II ("de Bulgarendoder") steekt met een Byzantijns expeditieleger het Taurusgebergte over. Hij maakt plannen om de door de Fatimiden bezette steden Arqa en Homs terug te veroveren. Basileios laat beide steden bestormen en plunderen. De Varangiaanse Garde slacht de bewoners af of voert ze af in slavernij. De Byzantijnse opmars langs de kust komt tot stilstaand bij Tripoli, waar Basileios zware verliezen lijdt tijdens een uitval van het Fatimiden garnizoen.[1]

### Europa
- 9 september - Zeeslag bij Svolder: Een Noorse vloot onder bevel van koning Olaf I (Tryggvason) wordt in de Baltische Zee verslagen door een gecombineerde vloot (ongeveer 70 schepen) van Denemarken en Zweden onder bevel van koning Sven Gaffelbaard. Tijdens de slag wordt Olaf gedood (hij werpt zichzelf met volle wapenuitrusting in de zee) – wat resulteert in de splitsing van Noorwegen door Denemarken en Zweden.[2]
- Koning Bermudo II ("de Jichtige") doet afstand van de troon, ten gunste van zijn 5-jarige zoon Alfons V ("de Nobele"). Na een regeerperiode van 15 jaar kan Bermudo (vanwege jicht klachten) niet meer regeren. Alfonso wordt onder regentschap van zijn moeder en graaf Menendo González geplaatst. Tijdens zijn bewind dwingen Moorse indringers de heerschappij van Almansor, de de facto heerser van Al-Andalus, te erkennen.[3]

### Arabische Rijk
- De Karachaniden veroveren Boechara, de hoofdstad van het Samanidische Rijk. Het rijk wordt verdeeld tussen de Karachaniden en de Ghaznaviden.[4]

### Religie
- 18 februari - Paus Gregorius V overlijdt na een pontificaat van 3 jaar. Hij wordt opgevolgd door Silvester II als de 139e paus van de Katholieke Kerk.
- Keizer Otto III schenkt de handelsnederzetting van Zaltbommel aan de kerk van Utrecht. Ook de gebieden in Tiel en Arkel worden toegevoegd.[5]
- IJsland, bewoond door zowel christenen als heidenen, gaat volledig over op het christendom. Ook de Faeröer gaan over op het christendom.
- Eerste schriftelijke vermelding van de stad Saarbrücken (gelegen in Saarland) in Duitsland.

## Geboren
- Berengarius van Tours, Frans aartsdeken (overleden 1088)
- Odo I (of Eudes), graaf van Penthièvre (overleden 1079)

## Overleden
- 7 februari - Boleslav II, Boheems edelman (r. 967 - 999)
- 18 februari - Gregorius V, paus van de Katholieke Kerk
- 11 juli - Everger, aartsbisschop van Keulen (r. 984 - 999)
- 9 september - Olaf I, koning van Noorwegen (r. 995 - 999)
- 16 december - Adelheid, echtgenote van Otto I ("de Grote")
- Bermudo II ("de Jichtige"), koning van León (r. 984 - 999)
- Maredudd ab Owain, koning van Deheubarth (r. 988 - 999)